# Takashi Sekizuka
Takashi Sekizuka - em japonês:  関塚 隆, transl. Sekizuka Takashi (Funabashi, 26 de outubro de 1960) é um ex-futebolista e treinador de futebol japonês.

## Carreira
Como jogador, Sekizuka era atacante, sem o mesmo destaque que teria como treinador. Revelado na Yachiyo High School, em 1976, defendeu ainda a Universidade de Waseda ainda na juventude, além de ter jogado pelo  Honda FC, única equipe de sua carreira, entre 1984 e 1991. Na época, o futebol nipônico ainda era amador.

## Carreira como treinador
Com a carreira de jogador encerrada, Sekizuka iniciou sua trajetória como técnico no mesmo ano em que pendurou as chuteiras. Foram dois anos treinando a Universidade de Waseda até ganhar sua primeira chance em um time grande: o Kashima Antlers, que ainda tinha o brasileiro Zico, já em reta final de carreira, foi o destino do ex-atacante, que trabalhou como assistente de Masakatsu Miyamoto. Após uma passagem pelo Shimizu S-Pulse em 1995, Sekizuka voltaria ao Antlers em 1996, permanecendo até 2003 - foi duas vezes técnico interino da equipe, em 1998 e 1999.
Em 2004, assumiu o comando técnico do Kawasaki Frontale, onde viveu seu melhor momento: em 4 anos no clube, foram 151 jogos (85 vitórias, 28 empates e 38 derrotas), saindo com 56,29% de aproveitamento. Regressou ao Frontale em 2009, sem o mesmo destaque da primeira passagem, mas com aproveitamento quase igual: 55,88% (em 34 jogos, foram 19 vitórias, 7 empates e 8 derrotas).
Entre 2010 e 2012, treinou a Seleção Japonesa sub-23, comandando a equipe nas Olimpíadas de 2012, ficando em quarto lugar.
Em 2013, assumiu o Júbilo Iwata com o objetivo de salvar a equipe do rebaixamento à J. League 2, a segunda divisão japonesa, mas não conseguiu obter êxito. Entre julho de 2014 e 2016, foi o técnico do JEF United.